# Эрекционное кольцо

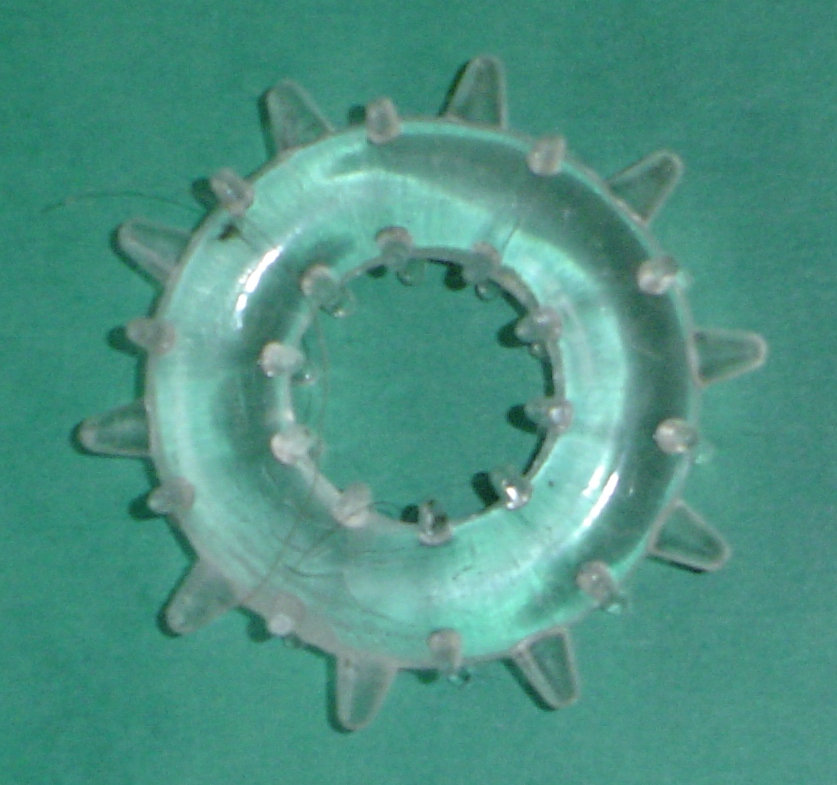
Вариант кольца из силикона

Эрекцио́нное кольцо́ (англ. Cock ring) — приспособление, относящееся к сексуальным игрушкам, которое создает искусственный барьер на пути дренажа венозной крови из пещеристых тел полового члена, что приводит к усилению эрекции и увеличению её продолжительности. Кольцо надевается непосредственно на половой член, либо половой член вместе с мошонкой. Чаще кольцо находится вокруг полового члена, у его основания.
Термин «Cock ring» также используется, как один из синонимов пирсинга принца Альберта.

## Материалы и типы
Кольца для пениса могут быть изготовлены из различных материалов, в том числе из кожи, металла, пластмассы, резины или силикона. Многие модели поставляются с дополнительными аксессуарами, такими, как небольшие вибраторы, фаллоимитаторы. Некоторые виды изготавливаются из кожи и оснащены замками, позволяющими их приспосабливать к различным размерам полового члена, а также легко и быстро снимать. Существуют также надувные кольца, которые легко подстраиваются под объём полового члена.

## Риски
Применение эрекционных колец связано с определённым риском и опасностью осложнений:
- Их применение может приводить к приапизму
- Риск гипоксии тканей полового члена, чреватый некрозом и гангреной[3]. Это может привести к ампутации полового члена. Кольца, применяемые при эректильной дисфункции, не должны применяться на протяжении более тридцати минут.
- Набухание вен также может привести к повреждению целостности их стенок, и как следствие к гематомам. Эрекционные кольца не должны использоваться без консультации с врачом лицами, страдающими сердечно-сосудистыми заболеваниями, принимающими препараты, уменьшающие свёртываемость крови.